# Distrikt Nabawan
Der Distrikt Nabawan ist ein Verwaltungsbezirk im malaysischen Bundesstaat Sabah. Verwaltungssitz ist die Stadt Nabawan. Der Distrikt ist Teil des Gebietes Interior Division, zu dem die Distrikte Beaufort, Keningau, Kuala Penyu, Nabawan, Sipitang, Tambunan und Tenom gehören. Im Süden grenzt der Distrikt an Kalimantan Indonesia.

## Demographie
Nabawan hat 28.349 Einwohner (Stand: 2020). Die Bevölkerung des Distrikts Nabawan betrug laut der letzten Zählung im Jahr 2010 31.807 Einwohner und bestand fast ausschließlich aus Murut, die die größte ethnische Gruppe stellen. Die Bevölkerung verteilt sich folgendermaßen auf die größeren Gemeinden und das Gesamtgebiet des Distrikts:
| Distrikt Nabawan | 31.807 Einwohner |
| ---------------- | ---------------- |
| Nabawan          | 576              |
| Pensiangan       | 307              |
| Sepulot          | 318              |
| übriges Gebiet   | 30.606           |

## Verwaltungssitz
Verwaltungssitz des Distrikts ist die Stadt Nabawan.

## Geschichte
Der Distrikt Nabawan war vormals als Pensiangan District bekannt. 2004 erfolgte die Umbenennung nach Nabawan District.
Die Geschichte der Distriktsverwaltung in Nabawan begann 1957. In diesem Jahr bekam der Distrikt ein eigenes district office in Pensinagan, etwa 114 km südlich von Nabawan. Da es keine Straßen in diesem Gebiet gab, kam als Fortbewegungsmittel nur die Reise im Boot mit Außenborder, auf dem Rücken eines Pferdes oder zu Fuß infrage. Die district officers, die in Pensiangan stationiert waren, waren daher mit Pferden ausgestattet, um ihren Dienst ausüben zu können. Als telefonische Verbindung zur Außenwelt diente ein entlang des Fußwegs von Keningau nach Pensiangan verlegtes stromloses Kabel, an das bei Bedarf Telefonapparate angeklemmt werden konnten. Zum ersten district officer wurde Anfang 1957 I.C. Peck ernannt.
Im Frühjahr 1974 wurde die Verwaltung des Nabawan District Office in das frisch gegründete Nabawan verlegt. Mit dem Nabawan Scheme – einem Umsiedlungsplan der United Sabah National Organisation (USNO) – wurde versucht, Siedler in die einsame Gegend zu locken. Der Plan war nicht sonderlich erfolgreich. Zum einen war er schlecht organisiert, zum anderen berücksichtigte er nicht die traditionell engen Familienbindungen und nach einiger Zeit kehrten viele Siedler wieder in die Region um Pensiangan zurück. Die verbleibenden Siedler sahen sich der Herausforderung gegenüber, die Gegend von Grund auf zu entwickeln.
Den Fehlschlägen zum Trotz wurde im Jahr 1998/99 ein neues, einstöckiges Verwaltungsgebäude in Nabawan errichtet und mit einem Verwaltungsbeamten des mittleren Dienstes besetzt. Rein formell ist Nabawan damit den übrigen Distrikten in Sabah ebenbürtig.

## Liste derDistrict Officersin Nabawan
| Name                            | Im Amt ab  | Im Amt bis |
| ------------------------------- | ---------- | ---------- |
| I.C. Peck                       | 1957       | 1958       |
| J.W.E Grayburn                  | 1958       | 1959       |
| D.W. Eisenhauer                 | 1959       | 1960       |
| G.S. Sundang                    | 1960       | 1961       |
| A.T. Baillie                    | 1961       | 1962       |
| Awang Mohd. Thauffeck           | 1962       | 1963       |
| Pengiran Ahmad Raffae           | 1963       | 1964       |
| Suarah Jabar                    | 1964       | 1965       |
| Chin Su Pin                     | 1965       | 1966       |
| Fred Solibun                    | 1966       | 1967       |
| Martin Liaw Kon Soong           | 1967       | 1967       |
| Stephen Koroh                   | 1967       | 1968       |
| John Chin                       | 1968       | 1971       |
| Benjamin Mohammad               | 1971       | 1972       |
| Aziz Rashid Zainuddin (Station) | 18.04.1973 | 1974       |
| Aziz Rashid Zainuddin (Nabawan) | 01.11.1974 | 30.05.1976 |
| Jalumin Jahali                  | 01.06.1976 | 31.08.1977 |
| Railey Jeffery                  | 02.09.1977 | 31.01.1979 |
| Paul Fadzillah Linggi           | 01.02.1979 | 27.09.1980 |
| Bobbey A. Suan                  | 29.09.1980 | 31.12.1982 |
| Nordin Siman                    | 02.03.1983 | 07.07.1983 |
| Haji Nordin Zainal              | 07.07.1983 | 01.07.1985 |
| Andrew Nusius                   | 10.03.1986 | 28.12.1990 |
| Louis Rampas                    | 28.01.1991 | 30.03.1996 |
| Siriman M.F. Basir              | 30.03.1996 | 01.07.2005 |
| Mohd Farid Mohd Yamin           | 01.07.2005 | 01.06.2007 |
| Bubudan O.T. Majalu             | 11.06.2007 | amtierend  |